# Wixia
Wixia là một chi nhện trong họ Araneidae.